# Les Sentinelles du silence
Pour les articles homonymes, voir Les Sentinelles.
Les Sentinelles du silence (Sentinels of Silence, titre original espagnol Centinelas del silencio) est un court métrage américain réalisé par Robert Amram et sorti en 1971. Il est à ce jour le seul court métrage à avoir reçu deux Oscars.

## Synopsis
Le film évoque les anciennes civilisations mexicaines.

## Fiche technique
- Titre anglais : Sentinels Of Silence
- Titre original : Centinelas del silencio
- Producteur : Manuel Arango
- Réalisation : Robert Amram
- Musique : Mariano Moreno
- Distribution : Paramount Pictures
- Durée : 18 minutes
- Date de sortie : mai 1971 (Festival de Cannes)

## Distribution
- Ricardo Montalban : narrateur (version espagnole)
- Orson Welles : narrateur (version anglaise)

## Distinctions
- Oscar du meilleur court métrage en prises de vues réelles
- Oscar du meilleur court métrage documentaire

C'est le seul et unique court métrage à avoir reçu deux Oscars ; à partir de l'année suivante, un même film ne peut plus être nommé que dans une seule catégorie.